# Gehetou
Gehetou (kinesiska: 隔河头乡, 隔河头) är en socken i Kina. Den ligger i provinsen Hebei, i den norra delen av landet, omkring 240 kilometer öster om huvudstaden Peking.
Genomsnittlig årsnederbörd är 907 millimeter. Den regnigaste månaden är juli, med i genomsnitt 230 mm nederbörd, och den torraste är januari, med 2 mm nederbörd.